# Adi Karya Mulya
Adi Karya Mulya is een bestuurslaag in het regentschap Mesuji van de provincie Lampung, Indonesië. Adi Karya Mulya telt 1016 inwoners (volkstelling 2010).